# Gruppo Sportivo Vigili del Fuoco Otello Ruini
Il Gruppo Sportivo Vigili del Fuoco Otello Ruini, noto semplicemente come Ruini Firenze, è una società sportiva fondata dal corpo dei Vigili del Fuoco di Firenze, praticante discipline quali canottaggio, lotta, sci, kick boxing e, soprattutto, pallavolo, sport nel quale primeggiò a livello nazionale nel corso degli anni sessanta e settanta.

## Storia
Il Gruppo Sportivo nacque il 17 settembre 1962 per iniziativa dei Vigili del Fuoco di Firenze, venendo intitolato a Otello Ruini, ufficiale morto nel 1958 per le conseguenze di un incendio. Alcuni mesi dopo la sua fondazione assorbì l'Alce, società fiorentina militante nella Serie A di pallavolo, ottenendo la possibilità di disputare il campionato nazionale.
Negli anni a venire la Ruini, guidata da Aldo Bellagambi, divenne una delle principali squadre di pallavolo in Italia, vincendo cinque scudetti (1963-64, 1964-65, 1967-68, 1970-71, 1972-73). Dopo la retrocessione del 1974-75 la squadra conobbe un rapido declino, che la portò all'abbandono dell'attività pallavolistica nel 1980.
Rinacque nei primi anni novanta; attualmente milita in categorie dilettantistiche toscane e rivolge la sua attenzione soprattutto al settore giovanile. Dopo anni con scarsi risultati in serie D maschile, nella stagione 2007/2008 ha conseguito la promozione in serie C, il primo passo per la rinascita di una società storica.
La stagione successiva (2008/2009), pur mantenendo una rosa quasi invariata, la squadra dei vigili del fuoco ha raggiunto, con grande soddisfazione della società, i playoff per la promozione in B2, senza però riuscire nell'impresa di salire.
Per la stagione 2009/2010 la squadra si presenta notevolmente rinforzata da due innesti di categoria superiore; tutto questo con la speranza di far bene ma evitando di commettere gli errori del passato.
Nella stagione 2011/2012 disputa nuovamente la serie D.

## Palmarès
- Campionato italiano: 5

1963-64, 1964-65, 1967-68, 1970-71, 1972-73